# Docilem
Docilem är ett av de tre mål i den klassiska retoriken som talaren behöver uppfylla i sin inledning, exordium, för att få lyssnaren eller läsaren att stanna kvar.  De andra målen är benivolum och attentum.
Docilem betyder att få åhörarens förtroende , eller att få denne läraktig. 
Här bör talaren kunna svara på varför åhöraren skall lyssna på just henne. Hon kan exempelvis demonstrera sina kunskaper och peka på sin specialkompetens genom att peka på sin utbildning. 